# Anthèmes
Anthèmes sont deux compositions pour violon du compositeur français Pierre Boulez : Anthèmes I et Anthèmes II.

## Anthèmes I
Anthèmes I est une courte pièce (environ 9 minutes) pour violon solo, commandé pour le Concours de violon Yehudi Menuhin de 1991, et dédié au directeur de Universal Edition Alfred Schlee pour son quatre-vingt-dixième anniversaire.
Le titre est un mélange entre le mot français "thèmes" (themes) et le terme anglais "anthem".

## Anthèmes II
En 1994, Boulez révise et augmente Anthèmes I dans une version mixte pour violon et électronique live à IRCAM, ce qui donna Anthèmes II (18 minutes environ).

## Enregistrements
- Quatuor Arditti: From Vienna. Avec des courtes de plusieurs compositeurs. Contient la première version de Anthèmes, interprété par Irvine Arditti. Disques Montaigne, 1995.
- Donaueschinger Musiktage 1997. Contient un enregistrement live de Anthèmes II, interprété par Hae-Sun Kang. Col legno, 1999.
- Boulez – Sur Incises & Anthemes II. Violon : Hae-Sun Kang. Deutsche Grammophon, 2000. Cet enregistrement a gagné un Gramophone Awards en 2001.
- Mikka and Other Assorted Love Songs. Contient Anthèmes I, interprété par Eric Rynes. Albany TROY1614. Albany Records, 2016.
- Sequenza: seven works for solo violin, interprété par Diego Tosi. Contient Anthèmes. Disques du Solstice, 2005.
- Solo, interprété par Julie-Anne Derome. Contient Anthèmes. Atma Classique/IODA, Atma  A+CD 2 2117. Outremont, Québec: Atma, 1996.